# Мерете Линдстрьом
Мерете Линдстрьом (на шведски: Merethe Lindstrøm) е норвежка поетеса и писателка на произведения в жанра социална драма.

## Биография и творчество
Мерете Линдстрьом е родена на 26 май 1963 г. в Берген, Норвегия, в семейство на художници. Израства в Хамерфест, Сторд и Холанд. Била е вокалистка на различни рок групи.
Първата ѝ книга, сборникът с разкази „Сексоркистът и други истории“, е издадена през 1983 г. Първият ѝ роман „Царството на децата на дъжда“е публикуван през 1992 г. Става известна със сборника с разкази „Плуване под вода“ от 1994 г. и романа „Колекционерите на камъни“ от 1996 г. Сборникът ѝ с разкази „Гостите“ от 2007 г. е номиниран за литературната награда на Северния съвет и за наградата на норвежката критика. Индивидите без корени, задържаните връзки и тихата лудост са централни мотиви в нейното творчество, което изследва маргиналното и крайното. През 2008 г. получава наградата на Шведската академия, а през 2012 г. наградата „Амали Скрам“ за цялостно творчество.
През 2011 г. е издаден романа ѝ „Дни от историята на мълчанието“. В историята възрастна двойка мълчаливо си припомня миналото си и разбужда приспаните спомени, а катализатор за това е съжителството им с домашната помощница. Те преоткриват себе си и оценят важните моменти от живота, макар и много от отговорите на въпросите са оставени на читателя. В книгата авторката изследва условията, съмненията, а също и мълчанието, което съществува между хората, които са затворени един за друг. Книгата получава наградата на критиката и наградата на Северния съвет.
Мерете Линдстрьом живее със семейството си в Осло.

## Произведения

### Самостоятелни романи
- Regnbarnas rike (1992)[1]
- Steinsamlere (1996)
- Stedfortrederen (1997)
- Natthjem (2002)
- Ingenting om mørket (2003)
- Barnejegeren (2005)
- Dager i stillhetens historie (2011) – награда на критиката, награда на Северния съвет
Дни от историята на мълчанието, изд. „Книгопис“ (2013), прев. Надежда Станимирова
- Fra vinterarkivene (2015)
- Nord (2017)[2]
- Fuglenes anatomi (2019)

### Сборници
- Sexorcisten og andre fortellinger (1983)[1]
- Borte, men savnet (1986)
- Kannibal-leken (1990)
- Svømme under vann (1994)
- Jeg kjenner dette huset (1999) – поезия
- Gjestene (2007) – поезия
- Arkitekt (2013)
- Vinterhest (2022)

### Детска литература
- Mille og den magiske kringlen (1997) – с Гро Хеге Берган[1]